# Sent German de Montberol
Sent German de Montberol (en francès Saint-Germain-de-Montbron) és un municipi francès situat al departament del Charente i a la regió de la Nova Aquitània. L'any 2007 tenia 464 habitants.

## Demografia

### Població
El 2007 la població de fet de Saint-Germain-de-Montbron era de 464 persones. Hi havia 200 famílies de les quals 56 eren unipersonals (28 homes vivint sols i 28 dones vivint soles), 76 parelles sense fills, 56 parelles amb fills i 12 famílies monoparentals amb fills.
La població ha evolucionat segons el següent gràfic:
Habitants censats

### Habitatges
El 2007 hi havia 257 habitatges, 206 eren l'habitatge principal de la família, 22 eren segones residències i 29 estaven desocupats. 252 eren cases i 3 eren apartaments. Dels 206 habitatges principals, 164 estaven ocupats pels seus propietaris, 33 estaven llogats i ocupats pels llogaters i 9 estaven cedits a títol gratuït; 1 tenia una cambra, 19 en tenien dues, 31 en tenien tres, 61 en tenien quatre i 94 en tenien cinc o més. 168 habitatges disposaven pel capbaix d'una plaça de pàrquing. A 82 habitatges hi havia un automòbil i a 104 n'hi havia dos o més.

### Piràmide de població
La piràmide de població per edats i sexe el 2009 era:
| Homes | Edats   | Dones |
| ----- | ------- | ----- |
| 0     | 95 o +  | 0     |
| 0     | 90 a 94 | 0     |
| 0     | 85 a 89 | 4     |
| 0     | 80 a 84 | 8     |
| 20    | 75 a 79 | 4     |
| 8     | 70 a 74 | 24    |
| 12    | 65 a 69 | 16    |
| 12    | 60 a 64 | 4     |
| 12    | 55 a 59 | 8     |
| 12    | 50 a 54 | 8     |
| 4     | 45 a 49 | 12    |
| 28    | 40 a 44 | 24    |
| 16    | 35 a 39 | 16    |
| 12    | 30 a 34 | 12    |
| 20    | 25 a 29 | 16    |
| 24    | 20 a 24 | 16    |
| 16    | 15 a 19 | 8     |
| 16    | 10 a 14 | 8     |
| 8     | 5 a 9   | 16    |
| 4     | 0 a 4   | 0     |

## Economia
El 2007 la població en edat de treballar era de 303 persones, 229 eren actives i 74 eren inactives. De les 229 persones actives 202 estaven ocupades (110 homes i 92 dones) i 27 estaven aturades (9 homes i 18 dones). De les 74 persones inactives 30 estaven jubilades, 15 estaven estudiant i 29 estaven classificades com a «altres inactius».

### Ingressos
El 2009 a Saint-Germain-de-Montbron hi havia 208 unitats fiscals que integraven 471 persones, la mediana anual d'ingressos fiscals per persona era de 15.919 €.

### Activitats econòmiques
Dels 15 establiments que hi havia el 2007, 2 eren d'empreses de fabricació d'altres productes industrials, 11 d'empreses de construcció, 1 d'una empresa de serveis i 1 d'una empresa classificada com a «altres activitats de serveis».
Dels 11 establiments de servei als particulars que hi havia el 2009, 1 era un taller de reparació d'automòbils i de material agrícola, 2 paletes, 1 guixaire pintor, 3 fusteries, 1 lampisteria, 1 electricista, 1 empresa de construcció i 1 perruqueria.
L'any 2000 a Saint-Germain-de-Montbron hi havia 26 explotacions agrícoles que ocupaven un total de 720 hectàrees.

## Equipaments sanitaris i escolars
El 2009 hi havia una escola elemental integrada dins d'un grup escolar amb les comunes properes formant una escola dispersa.

## Poblacions més properes
El següent diagrama mostra les poblacions més properes.